# Diplazium neglectum
Diplazium neglectum är en majbräkenväxtart som först beskrevs av Gustav Hermann Karsten och som fick sitt nu gällande namn av Carl Frederik Albert Christensen.
Diplazium neglectum ingår i släktet Diplazium och familjen Athyriaceae. Inga underarter finns listade i Catalogue of Life.